# 哈勒河 (黑沃河支流)
51°27′10″N 8°14′26″E / 51.4526638889°N 8.2406194444°E
哈勒河（德語：Halle），是德國的河流，位於該國西部，處於北萊茵-威斯特法倫州，該河流屬於黑沃河的右支流，河道全長6.2公里，流域面積8.6平方公里。